# André II del Congo
André II Mvizi a Luken (1798–1842) va ser awenekongo (governant titular) del regne del Congo del 1830 al 1842. Era el fill gran del manikongo Garcia V Nkanga Mvemba i de la seva tercera esposa Lusana Mbandu, una princesa regent lunda. Després del casori, ella va donar un cop d'estat a l'imperi lunda, i el va incorporar al regne del Congo. A la mort del seu pare en 1830 va assolir el tro amb el suport d'una fracció dels Kinlaza de la branca nord, anomenats Kitumba Mvemba, i que pretenien el tron des de 1825. Fou destronat en 1842 per Henrique Fu Kia Ngo (Vestit de lleopard) sorgit d'una nova facció, els Kivuzi, formada pels Agua Rosada i els Kinlaza del sud originaris de Mabinda
André II va aconseguir mantenir el seu poder a la ciutat de Mbanza a Mputo a certa distància de Mbanza Kongo, on va morir poc després de complicacions al fetge. La seva causa va ser continuada posteriorment pel pretendent Garcia (VI) Mbwaka Matu, establert al voltant de Makuta fins que el seu fa morir en 1880.